# Jan van Veen (schaatscoach)
Jan van Veen (1970) is een Nederlandse schaatstrainer en -coach uit Dwingeloo. Met ingang van het seizoen 2009/2010 coachte hij de ploeg Hofmeier, later Team Hart en Team Van Veen. In 2013 sloot het team zich aan bij Team Corendon. Met ingang van 1 februari 2016 is hij trainer van de Duitse schaatsers waar hij verantwoordelijk wordt voor talentontwikkeling richting de Winterspelen in 2018.

## Biografie
Van Veen werkte tot en met seizoen 2008/2009 voor de KNSB als verantwoordelijke voor het Opleidings Team Langebaan (2002-2006) en Jong Oranje (2006-2009). In die periode werden vijf van zijn pupillen wereldkampioen allround voor junioren. Sjoerd de Vries in 2007 in Innsbruck, Marrit Leenstra en Jan Blokhuijsen in 2008 in Changchun en in het laatste jaar Koen Verweij en Roxanne van Hemert in het Poolse Zakopane.
Op 4 december 2014 liet Van Veen weten in overleg met Corendon en met NOC*NSF niet te zullen afreizen naar Tsjeljabinsk voor het EK Allround op 10 en 11 januari 2015. Echter, tot zijn grote ontsteltenis plaatsten Leenstra, Joling (beide gediskwalificeerd), Rotteveel en Blokhuijsen (afgemeld) zich niet. Tussen Blokhuijsen en Van Veen vielen over en weer zware woorden. Van Veen blikte in oktober 2015 terug: Verweij probeerde een machtswisseling te forceren middels een brief aan het management en de sponsor. Volgens Van Veen kwam Verweij in 2013 met andere ideeën in de ploeg toen hij in seizoen 2014/2015 oud zeer begroef door Verweij opnieuw te accepteren als pupil. Verweij ontkent dat hij om financiële redenen brak met Van Veen. Voor seizoen 2015/2016 houdt Van Veen met Leenstra voor de trainingsaanpak ruggespraak en kwam hij in juni in contact met de DESG waar hij gesprekken gingen voeren over de doorstroming van talenten richting het Olympische jaar 2022.